# Wirus paragrypy
Wirus paragrypy (wirus grypy rzekomej) – wirus zawierający jednoniciowy RNA o wielkości 150–250 nm, należący do rodziny Paramyxoviridae i rodzaju Paramyxovirus. Posiada otoczkę, której glikoproteiny mają aktywność neuraminidazy i hemaglutyniny. Istnieją 4 serotypy wirusa, oznaczane 1, 2, 3, 4.
Typy 1 i 2 są przyczyną jesiennych infekcji nasilającym się co drugi rok (pod koniec XX w. były to lata nieparzyste), natomiast typ 3 odpowiada za coroczne epidemie wiosenne. Typ 4 rzadko jest stwierdzany jako czynnik etiologiczny zakażeń.
Wirusy paragrypy odpowiadają za 5–20% infekcji dróg oddechowych u dzieci i poniżej 5% u dorosłych.

## Objawy chorobowe
Wirus paragrypy jest jedną z najczęstszych przyczyn infekcji dróg oddechowych u małych dzieci (ustępuje pierwszeństwa tylko wirusowi RSV). Okres wylęgania choroby wynosi 3–6 dni.
Choroby wywoływane przez wirusa paragrypy:
- Typ 1: ostre zapalenie krtani, tchawicy i oskrzeli (laryngotracheobronchitis, krup) u dzieci.
- Typ 2: podobnie jak typ 1, lecz o łagodniejszym przebiegu.
- Typ 3: zapalenia płuc u niemowląt.
- Typ 4: infekcje o łagodnym przebiegu, jednakże w odróżnieniu od powyższych, jest jedynym typem wirusa, który może wywołać objawy chorobowe w pierwszym miesiącu życia dziecka, pomimo istnienia matczynych przeciwciał.

Choroba rozpoczyna się wysoką gorączką. Następnie dołączają się objawy takie jak ból gardła, chrypka, kaszel – początkowo suchy, szczekający, który może doprowadzić do stridoru. Objawy ustępują po 1–3 dniach, jednak w niektórych przypadkach ulegają nasileniu, doprowadzając do pojawienia się duszności.
U osób dorosłych przebiega jako przeziębienie i chrypka.

## Leczenie
Stosuje się leczenie objawowe. W przypadku powikłań bakteryjnych konieczne jest stosowanie antybiotyków. W przypadku pojawienia się duszności konieczne mogą się okazać leki rozszerzające oskrzela i glikokortykosteroidy. Nieznany jest specyficzny lek przeciwwirusowy, lecz zaobserwowano poprawę po zastosowaniu rybawiryny.
Dotychczas nie opracowano szczepionki przeciwko wirusowi grypy rzekomej.